# Mikołajew (powiat łęczycki)
Mikołajew (niem. Neu-Schwedelbach) – wieś w Polsce położona w województwie łódzkim, w powiecie łęczyckim, w gminie Łęczyca.
W latach 1975–1998 miejscowość należała administracyjnie do województwa płockiego.

## Zabytki
- Cmentarz ewangelicki z XIX w., obecnie opuszczony i mocno zaniedbany, na którym zachowało się kilka zrujnowanych nagrobków z inskrypcjami w języku niemieckim[5][6].

## Urodzeni
- Tadeusz Ewaryst Pawlikowski – doktor medycyny, endokrynolog, rektor Akademii Medycznej w Łodzi